# Самарлі
Самарлі, Самарли (крим. Samarlı, також Сомарлі, Юз-Маг) — найдовша річка на Керченському півострові, в Криму. Довжина річки — 50 км, площа водозбірного басейну — 267 км. Протягом більшої частини року русло річки залишається сухим, вода в ньому спостерігається головним чином навесні, в період сніготанення, і під час опадів зливового характеру.

## Розташування
Бере початок в центральній частині Керченського півострова біля села Новоселівка Керченського району.
Розташоване неподалік від Актаськеого озера. Пониззя річки Самарлі втрачається в заболочених Астанінські заплавах — орнітологічний заказник державного значення. Заказник розташований в 10 км від Казантипського природного заповідника.

## Інфраструктура
У 1972 році у селі Полтавське було побудовано Ленінське водосховище об'ємом 7,7 млн.м³.
Ще є Самарлинське водосховище об'ємом 9 млн.м³.
У села Полтавське русло Самарлі протягом 3,9 км використовується як колектор, який відводить колекторно-дренажні води з площі 487 га.